# Яковлев, Валериан Иванович
Валериан Иванович Яковлев (род. 2 мая 1932, Аделькино, Башкирская АССР) — советский и российский учёный, специалист в области магнитной гидродинамики и механики сплошных сред. Доктор физико-математических наук (1984), профессор кафедры общей физики физического факультета НГУ (1990).
Он внёс вклад в теоретические исследования обтекания тел проводящими жидкостями в присутствии электромагнитных полей, а также в оптимизацию структуры источников полей для управления картиной обтекания и снижения гидродинамического сопротивления. автор и соавтор более 50 научных публикаций.

## Биография
В. И. Яковлев родился 2 мая 1932 года в деревне Аделькино Белебеевского района Башкирской АССР в крестьянской семье. В 1956 году он окончил факультет самолётостроения Харьковского авиационного института по специальности «Инженер-механик по самолётостроению». С 1956 по 1959 год работал инженером-конструктором на заводе в Иркутске.
В 1959 году В. И. Яковлев начал работать в Сибирском отделении АН СССР (позднее РАН) в Институте теоретической и прикладной механики, где прошел путь от младшего до ведущего научного сотрудника и заведующего лабораторией. Стал кандидатом технических наук после зашиты диссертации по теме «Энергетические соотношения при нестационарном взаимодействии проводящего газа с магнитным полем»
(1965). В 1984 году стал доктором физико-математических наук, зашитив диссертацию по теме «Магнитогидродинамическое обтекание тел с внутренними источниками электромагнитных полей».
В Новосибирском государственном университете Яковлев работает с 1966 года: сначала ассистентом, затем доцентом, исполняющим обязанности профессора и, наконец, профессором кафедры общей физики физического факультета с 1990 года. В 1967—1971 годах он был заместителем декана физического факультета по учебной работе.
Под его научным руководством было защищено пять кандидатских диссертаций. В. И. Яковлев был членом диссертационного совета при Институте теоретической и прикладной механики СО РАН, а также членом редколлегии журнала «Теплофизика и аэромеханика».

## Научный вклад
Основными направлениями научных исследований В. И. Яковлева были теоретические исследования обтекания тел проводящими жидкостями в присутствии электромагнитных полей, поиск оптимальной структуры источников полей для управления картиной обтекания и снижения гидродинамического сопротивления. Он изучал дифракцию ударных и электромагнитных волн, нестационарные задачи магнитной газодинамики, энергетические характеристики МГД-движителей, вихревые течения проводящих вязких жидкостей во взаимодействии с переменными магнитными полями, а также сложные газодинамические течения с ударными волнами.
В. И. Яковлев провел исследования в области магнитной гидродинамики самодвижущихся тел в морской воде, включая оптимизацию структуры внутреннего источника электромагнитных полей, механизмы снижения гидродинамического сопротивления и управления гидродинамическим следом. На примере сферы с внутренним источником полей он продемонстрировал возможности управления картиной обтекания вплоть до курьезной ситуации, когда силы тяги и сопротивления меняются местами.
Он построил точные решения задачи о расширении цилиндрического плазменного столба в продольном магнитном поле при конечных магнитных числах Рейнольдса, позволившие оценить роль джоулевых потерь в плазме на эффективность процесса преобразования энергии плазмы в электрическую. Также В. И. Яковлев получил асимптотические решения, описывающие характер и особенности электромагнитных полей в сингулярных областях, закономерности формирования начального участка пленки расплава при бестигельной зонной плавке полупроводниковых материалов и влияние на них термокапиллярных сил.

## Награды
- Почетная грамота министерства образования и науки РФ[5].